# Мануйлово (усадьба)
Мануйлово — старинная русская усадьба, принадлежавшая таким дворянским родам как Норды, Жеребцовы, Павловичи, Мещерские и другие. Расположена в Кингисеппском районе Ленинградской области, в одноимённой деревне.
Является выявленным памятником архитектуры.

## История
Наиболее ранние сведения о мызе Мануйлово относятся к XVIII веку, когда императрица Екатерина II пожаловала её вместе с деревнями Кленно, Киноши и Мануйлова сенатору Алексею Григорьевичу Жеребцову. По мнению краеведов, исследовавших мызы на территории современной Ленинградской области, сохранявшаяся в XIX веке регулярность планировки усадьбы восходит именно к XVIII веку. После смерти Жеребцова в 1777 году мыза перешла по наследству к его сыну Александру, женатому на урождённой графине Зубовой — Ольге Александровне.
Усадьба в XIX веке многократно меняла владельцев. Следующим собственником мызы стал побочный сын Зубовой — Егор Августович Норд. В 1841 году он продал Мануйлово князю Петру Ивановичу Мещерскому. В 1853 году усадьбу купил почётный гражданин Антон Тимофеевич Байков, а от него мыза перешла к его племяннице Ольге, бывшей замужем за могилёвским дворянином Михаилом Яковлевичем Павловичем. Тогда в имении была мельница и кузница, а охота сдавалась в аренду.
По состоянию на 1900 год, усадьба площадью 5355 десятин принадлежала дворянину Семёну Михайловичу Павловичу. При этом часть мызы площадью 254 десятины — статскому советнику и князю Владимиру Владимировичу Оболенскому.
В советское время в бывшем усадебном доме располагалась Ленинградская областная туберкулезная больница.

## Архитектура и планировка
Сохранивший дом представляет собой двухэтажное кирпичное здание, выкрашенное в красный цвет, с белёными наличниками и тягами. К нему пристроены обширные одноэтажные деревянные крылья и веранда. На стене северного крыла сохранилась табличка больницы, севернее усадебного дома есть старинный канализационный люк с маркой изготовителя «Э.ФРИСЪ.С.П.Б.».
Западнее усадебного дома двумя рядами расположены руинированные каменные и деревянные хозяйственные постройки. Восточнее и юго-восточнее усадебного дома, на берегу безымянного ручья, среди
существующих здесь частных домов, прослеживаются следы усадебного парка: отдельные старовозрастные деревья, остатки небольшой плотины через ручей и расположенный выше плотины пруд.

## Галерея

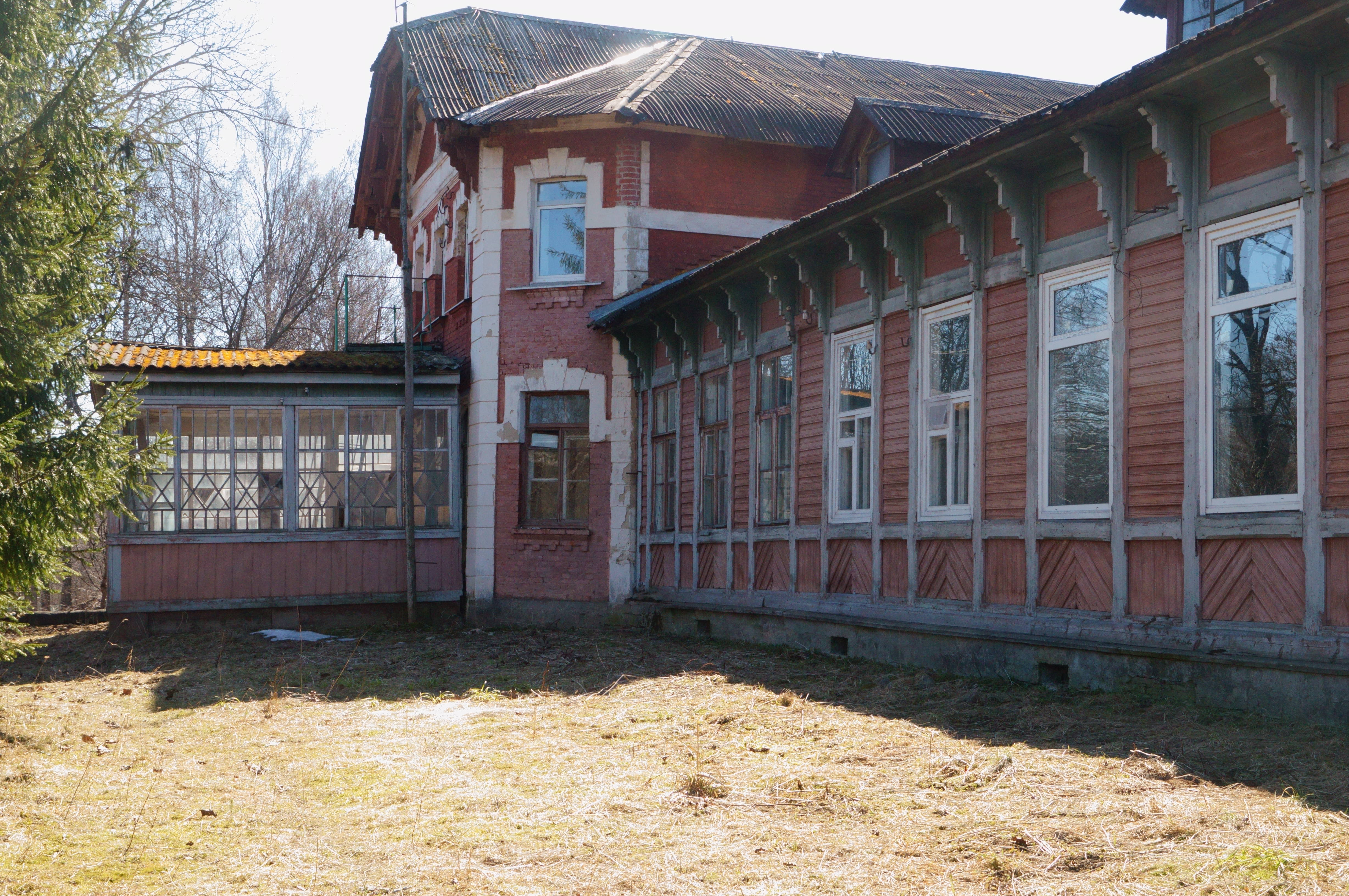
Вид усадебного дома (2019 год)
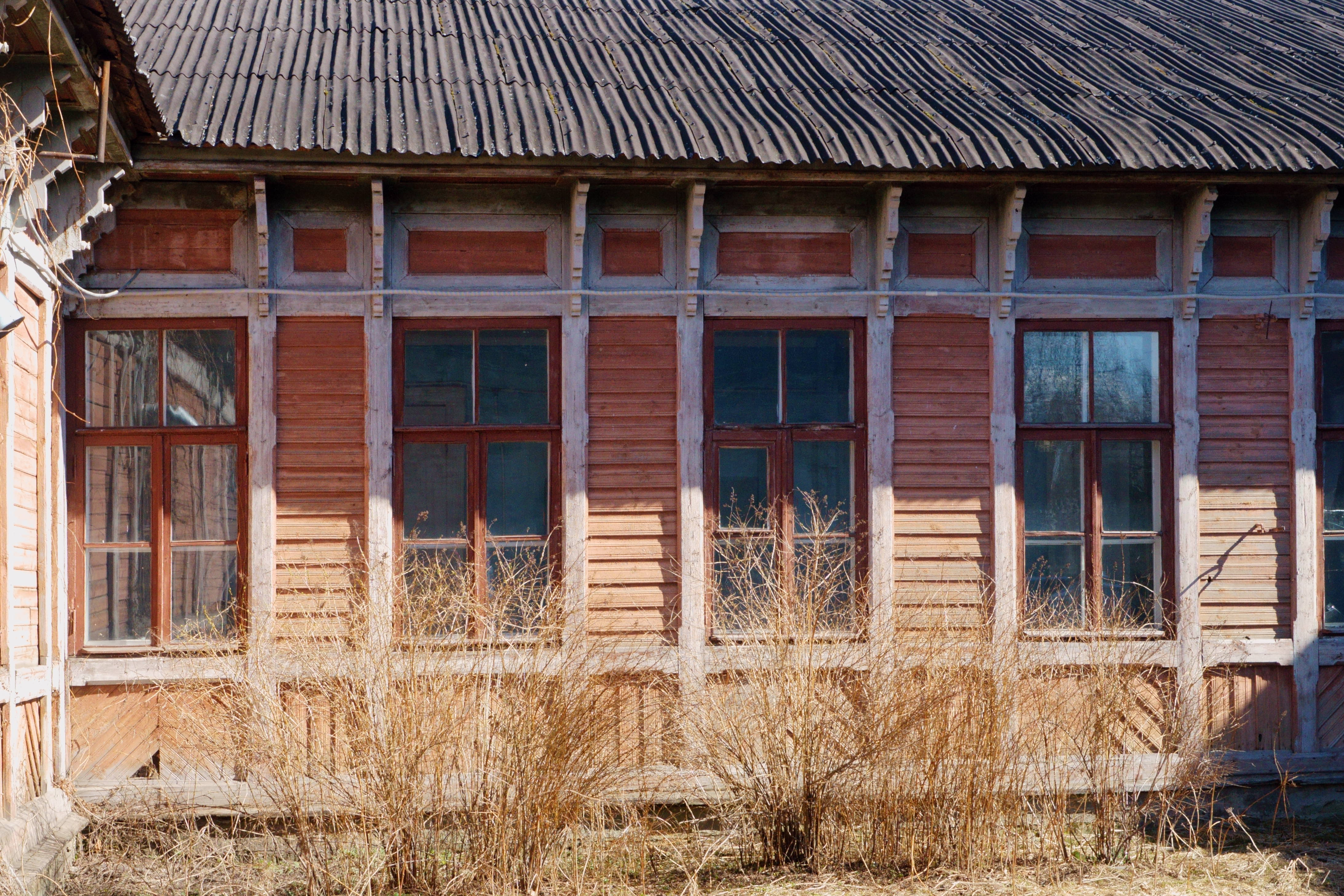
Вид усадебного дома (2019 год)
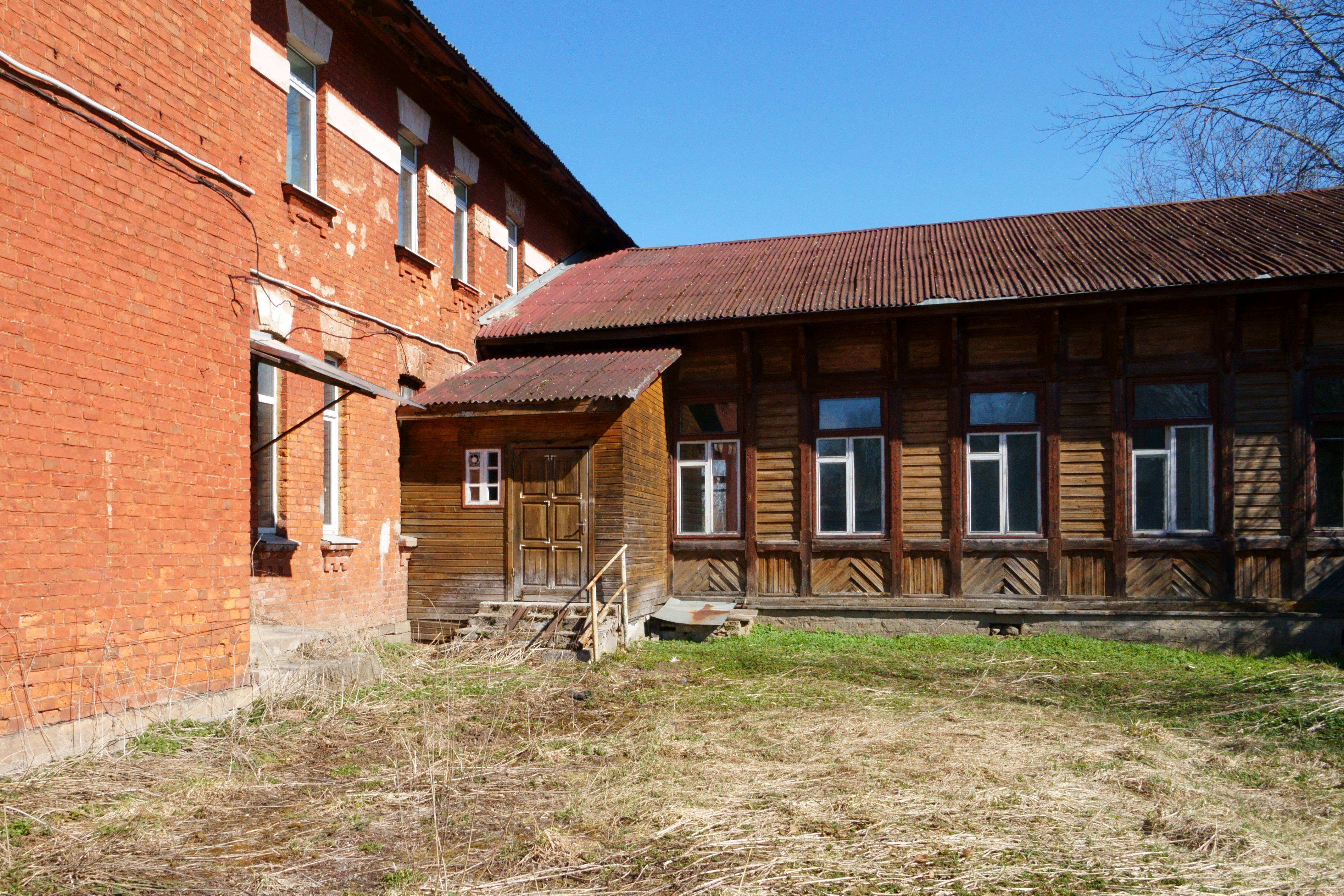
Вид усадебного дома (2019 год)
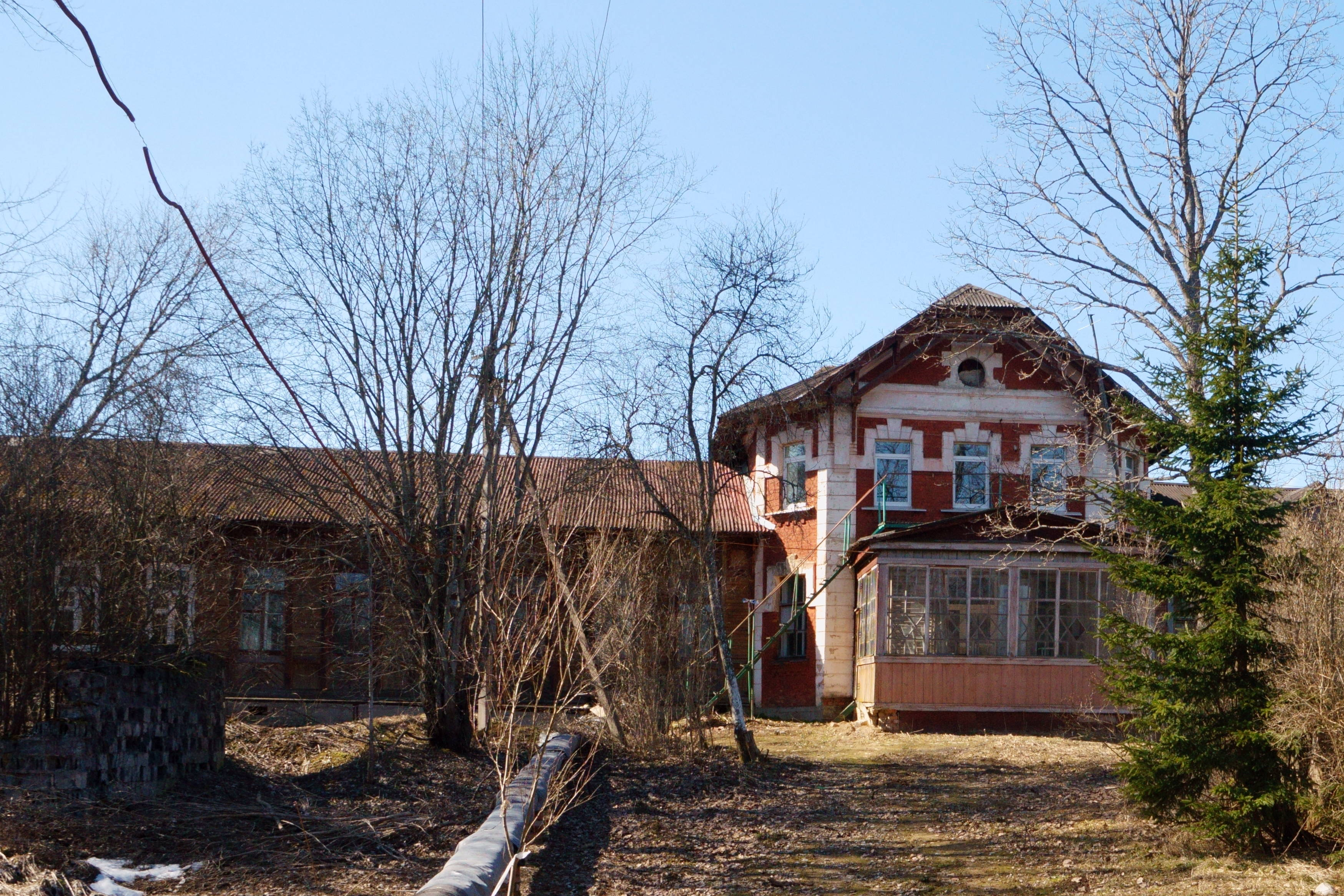
Вид усадебного дома (2019 год)